# Didier Lamouche
Pour les articles homonymes, voir Lamouche.
Didier Lamouche, né le 7 mai 1959 à Meknès, est un chef d'entreprises français. Il est PDG d'Oberthur Technologies depuis le 22 avril 2013, entreprise spécialisée dans la fabrication de cartes à puce, devenue Idemia le 28 septembre 2017.
Il quitte le groupe Idemia le 16 octobre 2018.

## Formation
Didier Lamouche est un ingénieur diplômé de l'École centrale de Lyon et titulaire d'un doctorat en technologie des semi-conducteurs. Il a fait ses classes chez Philips (Laboratoires d'Électronique et de Physique appliquées) en tant que scientifique du contingent.

## Biographie
En 1985, il rejoint IBM Microelectronics et à partir de 1991 participe à la mise en production sur le site IBM de Corbeil-Essonnes  d'une mémoire DRAM 16 Mb développée et aussi produite dans l'usine IBM d'Essex Junction dans le Vermont. Cette mise en production se fait dans le cadre d'un accord avec la division semi-conducteur de Siemens.
Il intègre ensuite Motorola, à Toulouse, où il est directeur opérationnel pendant trois ans.
De 1998 à 2003, il participe à la création d'Altis Semiconductor, une coentreprise entre IBM microelectronics et Infineon sur le site IBM de Corbeil-Essonnes, dont il devient le premier directeur général.
De 2003 à 2004, il est vice-président des opérations semi-conducteurs au niveau mondial chez IBM.
De février 2005 au 10 mai 2010, il est à la tête de l'entreprise de produits et services informatiques Bull. Il en accélère le redressement et le repositionnement dans certaines technologies (supercalculateurs et sécurité)[réf. nécessaire].
Le 1er janvier 2011, il rejoint la société STMicroelectronics comme directeur des opérations (COO - Chief Operating Officer).
Le 1er décembre 2011, il devient PDG (CEO) de ST-Ericsson, une coentreprise de STMicroelectronics et Ericsson en remplacement de Gilles Delfassy, tout en gardant son titre de COO de STMicrolectronics.
Le 11 mars 2013, Didier Lamouche annonce sa démission, à compter du 31 mars 2013, de la coentreprise ST-Ericsson, pour poursuivre "d'autres opportunités" à la suite de son désaccord avec la décision du groupe de quitter le domaine du mobile.
Le 22 avril 2013, Didier Lamouche remplace Xavier Drilhon au poste de PDG d'Oberthur Technologies entreprise spécialisée dans la fabrication de cartes à puce. Il est président du directoire d’Oberthur Technologies, et depuis 2017, à la suite de la fusion avec l'entreprise Morpho, président du directoire d'Idemia.
Didier Lamouche a également servi au conseil d’administration de plusieurs sociétés cotées : Soitec (depuis 2005), Adecco (depuis 2011), STMicroelectronics (de 2006 à 2010), Atari (de 2007 à 2011) ; ainsi que de sociétés non cotées : ST-Ericsson (2011) et Cameca, société d'instrumentation scientifique (de 2005 à 2007).
Il est chevalier de la Légion d’honneur depuis avril 2010.

## Famille
Il est marié et père de trois enfants.